# Deng Long
Deng Long (? - printemps 208) est un officier sous Huang Zu. En l’an 208, lors de la Bataille de Jiangxia, Deng Long est nommé à l’avant-garde avec Chen Jiu pour commander une flotte de 200 navires de guerre contre les forces ennemies de Sun Quan. Malgré les nombreuses salves de flèches tirées contre les envahisseurs, ceux-ci réussissent tout de même à s’approcher avec l’aide de bateaux légers. Lorsque les bateaux des deux camps sont côte à côte, Gan Ning bondit à bord du bateau de Deng Long et le tue.